# Dekanat stanisławowski
Dekanat stanisławowski – dekanat diecezji warszawsko-praskiej wchodzącej w skład metropolii warszawskiej.

## Historia
Dekanaty na ziemiach polskich pojawiły się na przełomie XII i XIII w. Swoją dzisiejszą rolę uzyskały dopiero w wieku XVIII. Wówczas dekanat stanisławowski przynależał do archidiakonatu pułtuskiego diecezji płockiej i obejmował parafie: Cygów (dziś Poświętne), Dobre, Klembów, Kobyłka, Okuniew, Pniewnik, Pustelnik i Stanisławów.
W wyniku rozbiorów ziemie dekanatu stanisławowskiego znalazły się w zaborze austriackim i nie weszły w skład tworzonej wówczas (1798) diecezji warszawskiej. W ten sposób dekanat znalazł się w diecezji lubelskiej. W pierwszej dekadzie XIX w. siedzibę dekanatu przeniesiono do Okuniewa i dodano do niego parafię Radzymin.
Gdy w 1818 r. diecezję warszawską podniesiono do godności archidiecezji, włączono doń m.in. dekanat stanisławowski, z siedzibą znów w Stanisławowie, obejmujący 16 parafii: Cegłów, Dąbrówka, Długa Kościelna, Dobre, Jadów, Kamieńczyk, Kamienna, Klembów, Kobyłka, Niegów, Okuniew, Pniewnik, Pustelnik, Radzymin, Stanisławów, Sulejów.
Po powstaniu styczniowym, w 1873 r. parafię Stanisławów włączono do dekanatu mińskiego, a  parafie dotychczasowego dekanatu stanisławowskiego rozdzielono między dekanaty: miński i radzymiński. Taki stan, z drobnymi zmianami, został utrzymany aż do 1984 r., kiedy kard. Józef Glemp przywrócił dekanat stanisławowski, z parafiami: Dobre, Franciszków, Pniewnik, Poświętne, Pustelnik, Stanisławów. Później dodano do niego parafię Trawy. W takim składzie w 1992 r. dekanat stanisławowski wszedł w skład tworzonej wówczas diecezji warszawsko-praskiej. Później wyłączono zeń parafię Franciszków.

## Parafie dekanatu stanisławowskiego
- Parafia św. Jana Chrzciciela i św. Stanisława BM w Stanisławowie, proboszcz: Ks. dr hab. Krzysztof Kietliński, ul. Krótka 1, 05-304 Stanisławów
  - Kaplica w Kątach-Boruczy
- Parafia św. Mikołaja w Dobrem, proboszcz: ks. Grzegorz Chojnicki, ul. Rynek 30 A, 05-307 Dobre
- Parafia św. Jana Chrzciciela i św. Wojciecha Biskupa Męczennika w Poświętnem, proboszcz: ks. Robert Kalisiak, ul. Jana Pawła II 20, 05-326 Poświętne
- Parafia św. Jana Chrzciciela w Pniewniku, proboszcz: ks. Marek Zdanowicz, Pniewnik 43, 07-113 Pniewnik
- Parafia św. Katarzyny w Pustelniku, proboszcz: ks. Dariusz Dębiński, ul. Cicha 6, 05-305 Pustelnik
- Parafia Przemienienia Pańskiego w Trawach, proboszcz: ks. Paweł Kalinowski, Trawy 73, 07-120 Korytnica
- Kaplica w Czubajowiznie
- Kaplica w Radoszynie